# Tetsuya Totsuka
Tetsuya Totsuka (jap. 戸塚 哲也, Totsuka Tetsuya; * 24. April 1961 in der Präfektur Tokio) ist ein ehemaliger japanischer Fußballspieler und -trainer.

## Nationalmannschaft
1980 debütierte Totsuka für die japanische Fußballnationalmannschaft. Totsuka bestritt 18 Länderspiele und erzielte dabei drei Tore.

## Errungene Titel
- Japan Soccer League / J. League: 1983, 1984, 1986/87, 1990/91, 1991/92, 1993, 1994
- Kaiserpokal: 1984, 1986, 1987

## Persönliche Auszeichnungen
- Japan Soccer League Best Eleven: 1981, 1983, 1984